# 울프 오도넬
울프 오도넬(일본어: ウルフ・オドネル, 영어: Wolf O'Donnell)는 닌텐도의 비디오 게임 시리즈 《스타폭스》의 등장인물로, 의인화된 늑대의 모습이다. 스타울프팀의 리더로, 폭스 맥클라우드의 라이벌이다.
대난투 스매시브라더스 X에서는 플레이 가능한 시크릿 캐릭터로 나온다.